# Antoine de Lalouvère
Antoine de Lalouvère (ou Antoine de Laloubère) né à Auch, Gers (France), le 24 août 1600 et décédé à Toulouse le 2 septembre 1664, est un prêtre jésuite français et mathématicien de renom.
On trouve son nom également orthographié sous sa forme latine, Antonius Lalovera.

## Biographie
Antoine de Lalouvère naît dans une famille aristocratique. Le 9 juillet 1620, à l'âge de 20 ans, il entre dans la Compagnie de Jésus à Toulouse. Sa formation religieuse terminée, il est ordonné prêtre en 1631 ou 1632. Il enseigne par la suite les humanités, la rhétorique, la théologie, l'hébreu et les mathématiques au collège de Toulouse.
Avec Cavalieri, Fermat, Vincertio, Kepler, Torricelli, Valerio Lalouvère peut être considéré comme un des précurseurs du calcul intégral moderne. Dans son œuvre principale de 1651, Quadratura Circuli, il calcule des volumes et des centres de gravité en invertissant la règle de Paul Guldin. Comme géomètre Lalouvère est également le premier à étudier les propriétés de l’hélice.
En 1658, il est engagé dans une retentissante controverse avec Blaise Pascal qui l’accuse de plagier la solution de Gilles Personne de Roberval dans la solution du problème de la roulette. Il s’en défend, et l’accusation semble infondée[réf. nécessaire]. Ce conflit relance Lalouvère dans ses études de géométrie — à cette époque il était professeur de théologie —  et il compose en 1660 ‘Veterum geometria promota in septem de cycloide libris’. Cet ouvrage ne résout pas les problèmes de Pascal sur les cycloïdes.

## Travaux
- Quadratura Circuli Et Hyperbolae Segmentorum, 1651[3] ;
- De Cycloide Galilaei et Torricelli propositions viginli, Toulouse, août 1658 ;
- Responsio ad duplicem quaestionem moralem, Toulouse, 11 décembre 1658 ;
- Veterum Geometrica promota in septem de Cycloide Libris et in duobus adjectis Apprendicibus (avec Arnaldum Colomerium), Toulouse, 1660 ;

### Sources et bibliographie
- (en) Joseph MacDonnell, Jesuit geometers, St Louis (États-Unis), Inst. of Jesuit sources, 1989.
- Michel Serfati, Dominique Descotes, Mathématiciens français du XVIIe siècle : Descartes, Fermat, Pascal, Presses universitaires Blaise Pascal, 2008.
- Marie Couton, Emprunt, plagiat, réécriture aux XVe, XVIe, XVIIe siècles : pour un nouvel éclairage sur la pratique des Lettres à La Renaissance, Université de Clermont-Ferrand II, Presses universitaires Blaise Pascal, Clermont-Ferrand, 2008.